# ROH世界王座
ROH世界王座（ROH World Championship）は、ROHが管理、認定している王座。

## 歴代王者
| 歴代              | 選手                         | 戴冠回数 | 獲得日付       | 獲得場所                         |
| ----------------- | ---------------------------- | -------- | -------------- | -------------------------------- |
| 初代              | ロウ・キー                   | 1        | 2002年7月17日  | ペンシルベニア州フィラデルフィア |
| 第2代             | エグゼイヴィア               | 1        | 2002年9月21日  | ペンシルベニア州フィラデルフィア |
| 第3代             | サモア・ジョー               | 1        | 2003年3月22日  | ペンシルベニア州フィラデルフィア |
| 第4代             | オースチン・エリーズ         | 1        | 2004年12月26日 | ペンシルベニア州フィラデルフィア |
| 第5代             | CMパンク                     | 1        | 2005年6月18日  | ニュージャージー州モリスタウン   |
| 第6代             | ジェームス・ギブソン         | 1        | 2005年7月17日  | オハイオ州デイトン               |
| 第7代             | ブライアン・ダニエルソン     | 1        | 2005年9月17日  | ニューヨーク州レイクグローブ     |
| 第8代             | ホミサイド                   | 1        | 2006年12月23日 | ニューヨーク州マンハッタン       |
| 第9代             | 森嶋猛                       | 1        | 2007年2月17日  | ペンシルベニア州フィラデルフィア |
| 第10代            | ナイジェル・マッギネス       | 1        | 2007年10月6日  | ニュージャージー州エジソン       |
| 第11代            | ジェリー・リン               | 1        | 2009年4月3日   | テキサス州ヒューストン           |
| 第12代            | オースチン・エリーズ         | 1        | 2009年6月13日  | ニューヨーク州ニューヨーク       |
| 第13代            | タイラー・ブラック           | 1        | 2010年2月13日  | ニューヨーク州ニューヨーク       |
| 第14代            | ロデリック・ストロング       | 1        | 2010年11月11日 | ニューヨーク州ニューヨーク       |
| 第15代            | エディ・エドワーズ           | 1        | 2011年3月19日  | ニューヨーク州ニューヨーク       |
| 第16代            | デイビー・リチャーズ         | 1        | 2011年6月26日  | ニューヨーク州ニューヨーク       |
| 第17代            | ケビン・スティーン           | 1        | 2012年5月12日  | オンタリオ州トロント             |
| 第18代            | ジェイ・ブリスコ             | 1        | 2013年4月5日   | ニューヨーク州ニューヨーク       |
| 2013年7月3日剥奪  |                              |          |                |                                  |
| 第19代            | アダム・コール               | 1        | 2013年9月20日  | ペンシルベニア州フィラデルフィア |
| 第20代            | マイケル・エルガン           | 1        | 2014年6月22日  | テネシー州ナッシュビル           |
| 第21代            | ジェイ・ブリスコ             | 2        | 2014年9月6日   | オンタリオ州トロント             |
| 第22代            | ジェイ・リーサル             | 1        | 2015年6月19日  | ニューヨーク州ニューヨーク       |
| 第23代            | アダム・コール               | 2        | 2016年8月19日  | ネバダ州ラスベガス               |
| 第24代            | カイル・オライリー           | 1        | 2016年12月2日  | ニューヨーク州ニューヨーク       |
| 第25代            | アダム・コール               | 3        | 2017年1月4日   | 東京ドーム                       |
| 第26代            | クリストファー・ダニエルズ   | 1        | 2017年3月10日  | ネバダ州ラスベガス               |
| 第27代            | コーディ                     | 1        | 2017年6月23日  | マサチューセッツ州ローウェル     |
| 第28代            | ダルトン・キャッスル         | 1        | 2017年12月15日 | ニューヨーク州ニューヨーク       |
| 第29代            | ジェイ・リーサル             | 2        | 2018年6月30日  | バージニア州フェアファックス     |
| 第30代            | マット・ターバン             | 1        | 2019年4月6日   | ニューヨーク州マンハッタン       |
| 第31代            | ルーシュ                     | 1        | 2019年9月27日  | ネバダ州サンライズマナー         |
| 第32代            | PCO                          | 1        | 2019年12月13日 | メリーランド州ボルチモア         |
| 第33代            | ルーシュ                     | 2        | 2020年2月29日  | ミズーリ州セントチャールズ       |
| 第34代            | バンディード                 | 1        | 2021年7月11日  | メリーランド州ボルチモア         |
| 2021年12月9日返上 |                              |          |                |                                  |
| 第35代            | ジョナサン・グレシャム       | 1        | 2021年7月11日  | メリーランド州ボルチモア         |
| 第36代            | クラウディオ・カスタニョーリ | 1        | 2022年7月23日  | マサチューセッツ州ローウェル     |
| 第37代            | クリス・ジェリコ             | 1        | 2022年9月21日  | ニューヨーク州ニューヨーク       |
| 第38代            | クラウディオ・カスタニョーリ | 2        | 2022年12月10日 | テキサス州アーリントン           |
| 第39代            | エディ・キングストン         | 1        | 2023年9月20日  | ニューヨーク州ニューヨーク       |
| 第40代            | マーク・ブリスコ             | 1        | 2024年4月5日   | ペンシルベニア州フィラデルフィア |
| 第41代            | クリス・ジェリコ             | 2        | 2024年10月23日 | ユタ州ソルトレイクシティ         |
| 第42代            | バンディード                 | 2        | 2025年4月6日   | ペンシルベニア州フィラデルフィア |